# Feracrinus heinzelleri
Feracrinus heinzelleri is een zeelelie uit de familie Hyocrinidae.
De wetenschappelijke naam van de soort werd in 2012 gepubliceerd door J.M. Bohn.